# Ann Pouder

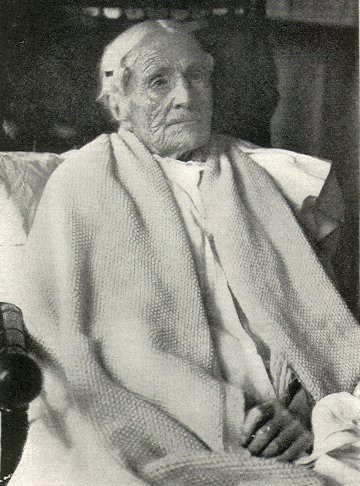
Ann Pouder gefotografeerd op haar 110e verjaardag

Ann Alexander Pouder (Leicester (Engeland), 8 april 1807 - Baltimore (Verenigde Staten), 10 juli 1917) was een van de eerste bekende minstens 110-jarigen in de wereld (zij werd 110 jaar, 3 maanden en 2 dagen oud). Haar foto verscheen in een artikel over deze categorie van mensen in de uitgave van juni 1919 van het National Geographic Magazine. Zij werd geboren in Engeland en stierf in Baltimore (Maryland) in de Verenigde Staten.
De gegevens over haar leeftijd zijn geverifieerd en bevestigd door het departement van gezondheid van de stad Baltimore, waar zij stierf, en door Alexander Graham Bell tijdens zijn werk voor het door hemzelf opgerichte Genealogical Record Office (een genealogisch instituut) in Washington D.C., dat zich toespitste op onderzoek naar erfelijke factoren bij het behalen van een hoge ouderdom.